# مدينة الملك عبد العزيز الرياضية
مدينة الملك عبد العزيز الرياضية تقع في حي الشرائع مدينة مكة المكرمة محافظة العاصمة المقدسة، صرحاً من صروح الرياضة في المملكة العربية السعودية وتقع على بعد حوالي 12 كيلومتراً خارج حدود الحرم المكي مما يتيح للمدربين واللاعبين غير المسلمين بالتواجد فيها خلال إقامة المباريات في الدوري السعودي، ومدينة الملك عبد العزيز تشتمل على العديد من الملاعب والصالات الرياضية التي تؤهلها لاستضافة البطولات على المستوى المحلي والإقليمي والقاري والدولي إذ إن جميع الملاعب التي توجد بها مجهزة بأحدث الأساليب العلمية والتقنيات الأمر الذي يضعها في مصاف كبرى المدن الرياضية في الشرق الأوسط.

## تاريخ الإنشاء
قامت الرئاسة العامة لرعاية الشباب (الهيئة العامة للرياضة حاليا) بطرح مشروع بناء هذه المدينة في مناقصة عالمية، حيث تنافست عدة شركات ومن مختلف دول العالم لتفوز شركة وايد لبلان.. الألمانية بمسؤولية الإنشاء، حيث أوكلت مهمة البناء لـ(شركة ميريون للإنشاء المحدودة).
وبدأ العمل بهذا المشروع الكبير اعتباراً من تاريخ (3/4/1981م) وتم الانتهاء من تشييد المدينة.. في زمن قياسي إذ تم تسليم كامل المنشآت إلى الرئاسة العامة لرعاية الشباب بتاريخ (28/5/1984م) أعقب ذلك فترة للصيانة والتشغيل لمدة عام كامل انتهى بتاريخ (8/5/1985م).

## الاستاد
تحتوي المدينة الملعب الرئيسي لكرة القدم (الأستاد) الذي يحتل مساحة 25058 متراً.. ويشتمل على المنصة الملكية التي تقع في وسط الواجهة الرئيسية بالإضافة إلى المدرجات. وتبلغ المساحة الكلية للمسطح المعشب طبيعياً بهذا الأستاد 7885 متراً مربعاً.. أما مساحة الملعب في حد ذاته فتبلغ 105×68 ويحيط به مضمار لمنافسات العدو.. أحمر اللون.. ذو سطح بلاستيكية .. ترتان ويحتوي على 8 حارات.ويتسع الملعب لـ 34000 متفرج وهو ثالث أكبر ملعب في السعودية بعد استاد الملك فهد بالرياض واستاد الملك عبد الله بجده
وتتم إضاءة كامل ميدان الملعب بواسطة أربعة أبراج عالية تعطي جميع أركان الملعب أضواء غامرة كما توجد بالمبنى العديد من الغرف الخاصة باللاعبين والإداريين والهيئات الطبية إضافة إلى أحدث الأجهزة الخاصة بالكشف على مستعملي العقاقير المنشطة ويوجد أيضاً مستودعات خاصة بالأجهزة الرياضية مع كافة الأجهزة لمختلف الألعاب.

## المسبح الأولمبي
هنالك بالمدينة مسبح أولمبي متكامل يحتوي على كافة الأجهزة الإلكترونية الحديثة والتي تستعمل في منافسات السباحة ويحتل المسبح مساحة 7944 متراً مربعاً وفيه مدرجات مع منصة رئيسية على أحدث طراز إضافة إلى 1484 مقعداً.. وأبعاد المسبح 21 متراً × 50 طول 186سم عمق ويوجد بالمسبح أربعة أبراج للقفز على الارتفاعات 3 أمتار، 5 أمتار، 7.5 أمتار، 10 أمتار.. مع لوحات الغطس عددها أربعة، متر واحد وثلاثة أمتار على التوالي.
وهو مجهز بأجهزة مراقبة لحركات السباحين تحت الماء من خلال نافذة زجاجية تحت الماء.
ويتم احتساب النتائج بواسطة لوحات لمس إليكترونية وفي المسبح ثمانية حارات للسباقات المختلفة إضافة إلى التجهيزات الخاصة بملعب كرة الماء.
مع بركة الغطس تحتوي على جهاز لدفع الماء لحماية المتنافسين من الارتطام بقاع المسبح ومساعدتهم في الطفو السريع.

## الصالة الرئيسية
الصالة الرئيسية في المدينة فتحتل مساحة 10478 متراً مربعاً وفيها المنصة وعدد 4726 مقعداً والمساحة الفعلية للصالة تبلغ 30×50 متراً ويمكن إقامة العديد من الألعاب داخل الصالة (كرة سلة, ويد، وطائرة، وتنس الطاولة,و التنس الأرضي, ومسابقات بناء الأجسام، والملاكمة، والمصارعة، والكاراتيه، والجودو، والتايكوندو، ولعبة الجمباز بجميع الأجهزة الخاصة بها).
والصالة مجهزة كذلك بغرف للإداريين واللاعبين والفنيين وغرف التحكم والسيطرة وثلاثة مستودعات كبيرة للأجهزة الرياضية الخاصة بمختلف الألعاب مع غرف خاصة لبناء الأجسام.وتحتاج الصالة إلى تغيير ارضيتها المطاطية إلى الأرضية الباركيه اسوه بالصالات الأخرى.

## بيت الشباب
يوجد في مدينة الملك عبد العزيز الرياضية مبنى خاص ببيت الشباب تم إنشاؤه على أحدث الأساليب العصرية ويوجد فيه كافة وسائل الراحة والترفيه ويضاهي فنادق الـ(5) نجوم.
ويتسع البيت لإقامة أكثر من 210 أشخاص ومطعم فاخر أيضاً يستوعب نفس العدد.. ويشتمل بيت الشباب على غرفة الاجتماعات ومسرح وغرف للإداريين وصالة للعبة البولينج ذات الـ(6) ممرات متكاملة مع طاولات للعبة تنس الطاولة وساحة كبيرة للعبة الأسكواش وصالة للعبة البلياردو.

## سكن الضيوف وكبار الشخصيات
المدينة الرياضية تشتمل على سكن الضيوف وكبار الشخصيات على مساحة 2872 متر مربع مقسمة إلى عشرة مبان على شكل وحدات مستقلة فيها غرفة رئيسية وغرفة أخرى داخلية وغرفة لاستقبال الضيوف مع كامل التجهيزات ومستودع وصالة لتناول الطعام وخارج المبنى موقف يتسع لـ(4) سيارات.

## المسجد
المسؤولين في الرئاسة العامة حرصوا على أن يكون مبنى المسجد يساير أرقى الفنون المعمارية الإسلامية ويحتل المسجد مساحة 499 متراً مربعاً مزود بوحدة تبريد مركزية وغرفة للإمام ومنارة في غاية الروعة الهندسية ويتسع المسجد لأكثر من 400 مصلي.

## الملاعب الاضافية
تشتمل المدينة الرياضية على العديد من الملاعب الإضافية المنتشرة في أنحاء متفرقة تشتمل على ملاعب تجميع الألعاب مع ملعب إضافي كامل لكرة القدم ومضمار لألعاب القوى.

## سكن مسؤولي الصيانة
توجد في أنحاء متفرقة بالمدينة مجموعة من المباني لسكن مسؤولي الصيانة والعاملين بها إضافة إلى مسجد خاص بهم.

## مواقف السيارات
يوجد العديد من المواقف للسيارات لاتتجاوز في مجموعها خمسة آلاف سيارة لتشمل جميع الدرجات المنصة والدرجة الممتازة وجماهير الدرجة الأولى للفريق المحلي أما جماهير الفريق الضيف فلا يوجد لهم مواقف في الوقت الحاضر.

## الاشراف
مدينة الملك (عبد العزيز) يشرف عليها جهاز فني وإداري لمكتب الهيئة العامة للرياضة بمكة المكرمة.. ويعتبر حلقة وصل بين المدينة وبين مختلف الإدارات وجهات الاختصاص التي لها علاقة مباشرة بالمدينة وقد أقيمت على المدينة كافة المنافسات الرياضية على مستوى المملكة.. كما أنها شهدت حفل اختتام الدورة الإسلامية وكان ختاماً رائعاً وجميلاً وكبيراً جداً شهده ورعاه خادم الحرمين الشريفين.
ويعتمد على امن المدينة الرياضية من خلال الشركة المشغلة للملعب.